# Costantino Maniace
Costantino Maniace (in greco Κωνσταντῖνος Μανιάκης?; fl. IX secolo) era un alto funzionario di corte bizantino della metà del IX secolo.

## Biografia
Maniace discendeva probabilmente da una nobile famiglia armena. Giunse alla corte bizantina sotto l'imperatore Teofilo (regno 829-842), come membro di una delegazione di principi armeni, e fu lasciato nella capitale bizantina, Costantinopoli, come ostaggio. La sua intelligenza e le sue qualità fisiche lo contraddistinsero ben presto, conquistando la fiducia di Teofilo e salendo nella gerarchia di corte. Alla fine del regno di Teofilo, era droungarios della Guardia. Mantenne questa carica anche dopo la morte di Teofilo e fu lui che nell'843 fece deporre il patriarca Giovanni VII Grammatico, che in seguito accusò ingiustamente Maniace di averlo torturato.
La sua influenza alla corte imperiale fu alta durante la reggenza dell'imperatrice Teodora e di Teoctisto, e anche dopo, durante l'unico regno di Michele III (r. 842-867). Alla fine salì al rango di patrikios e alla carica di logothetes tou dromou ("logoteta postale", di fatto ministro degli Esteri), quest'ultima nell'866-867 secondo Rodolphe Guilland. Dopo la caduta di Teoctisto nell'855, provocata dal fratello di Teodora, Bardas, Maniace tentò invano di salvare Teoctisto dall'esecuzione. Maniace fu uno dei sostenitori di Basilio il Macedone, che divenne poi imperatore (r. 867-886), durante i suoi primi giorni alla corte imperiale. Secondo Genesio e altri cronisti bizantini, Maniace era imparentato con il futuro imperatore, che era anch'egli di origine armena. Maniace fu anche un fermo oppositore del patriarca Fozio e di conseguenza amico e alleato del suo rivale, Ignazio, aiutandolo persino durante l'imprigionamento di quest'ultimo per ordine di Bardas. Durante l'assassinio di Bardas da parte di Basilio il Macedone nell'aprile dell'866, Costantino protesse Michele III durante il successivo tumulto. Fu uno dei compagni di Michele III nel passatempo preferito dell'imperatore, le corse dei carri, ed è menzionato per l'ultima volta nelle gare tenutesi il 1º settembre 866 nell'ippodromo del palazzo di San Mamete.

## Famiglia
Tradizionalmente, Costantino Maniace è stato identificato con il padre di Tommaso, patrikios e logoteta all'inizio del X secolo, e come padre o nonno dello storico Genesio, ma ricerche più recenti di Patricia Karlin-Hayter e Tadeusz Wasilewski hanno messo in discussione questa ipotesi.